# Nizo Costa
Antônio Valdenizo da Costa (Tarrafas, 12 de dezembro de 1974) mais conhecido como Nizo Costa é um político brasileiro filiado ao Partido dos Trabalhadores. Exerceu três mandatos de Deputado Estadual pelo Ceará, sendo o dois na condição de suplente do partido.

## Vida pessoal
filho de Antônio Valmir da Costa e Maria do Socorro de Sousa Costa, é o primogênito de uma família com cinco irmãos. foi motorista de van do transporte complementar metropolitano.

## Trajetória política

### Suplente de Deputado Estadual pelo Ceará (2015)
Na eleição estadual do Ceará em 2014 foi candidato a Deputado Estadual pelo Partido Social Democrata Cristão, não alcançando a vitória, com apenas 16.639 votos. Na condição de suplente, assumiu a cadeira do então deputado Tomaz Holanda (PPS), em licença por 120 dias.

### Candidatura à prefeito de Cariús (2016)
Foi candidato a prefeito de Cariús em 2016, pelo Partido da Mulher Brasileira, disputa que caracterizou um feito até então inédito no estado devido a um empate entre os dois candidatos mais bem votados, ambos com 5.811 votos, tendo como critério de desempate, definido pelo art.110 do Código Eleitoral Brasileiro, a eleição do candidato mais velho, em função disso, Nizo não assumiu o cargo de prefeito.

### Deputado Estadual pelo Ceará (2019-2023)
Em 2019 retorna a Assembleia Legislativa para cumprir um mandato de quatro anos, no qual fora eleito no ano anterior, no qual foi candidato ao legislativo cearense pelo PATRI alcançando 24.759 votos, que representaram 0,54% dos votos totais do pleito. Em 2022 tentou a reeleição pelo Partido dos Trabalhadores, alcançando apenas a vaga de suplente.